# Pota de cavall
|  | Aquest article tracta sobre la planta asteràcia. Vegeu-ne altres significats a «pota de cavall (desambiguació)». |

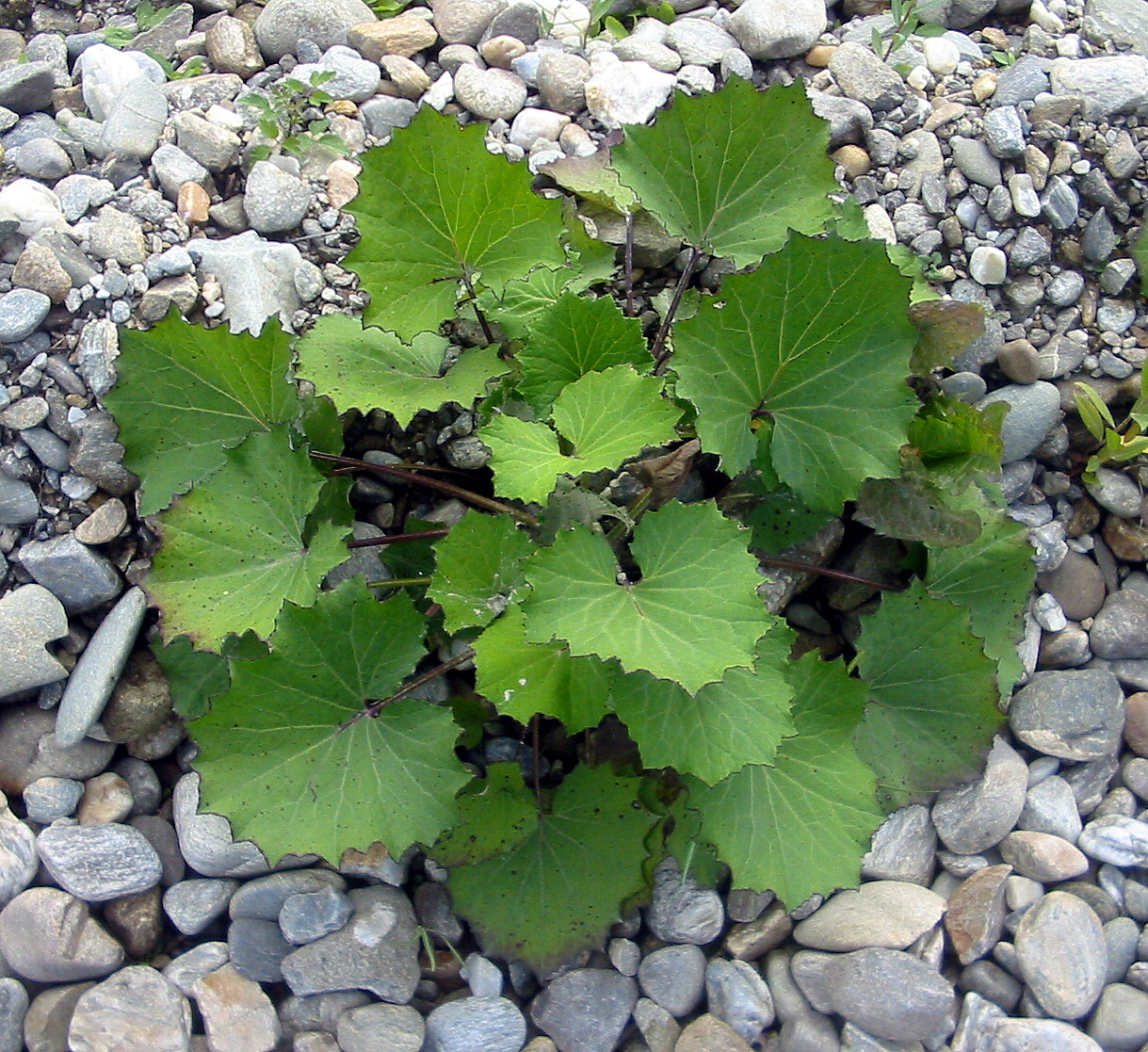
La planta un cop ha han sortit les fulles

La pota de cavall, fàrfara, fill abans que el pare, peu d'ase, peu de cavall, peu de mula, pota d'euga, pota de bou, tussílag, ungla d'ase o ungla de cavall (Tussilago farfara) és l'única espècie del gènere monotípic Tussilago, una planta amb flors  dins la família de les asteràcies (Asteraceae). És nativa d'Europa, Àsia i el nord d'Àfrica i introduïda a Amèrica del Nord.
Addicionalment pot rebre els noms de barretera, fill que mata el pare, filla abans que la mare, fills abans que el pare, fulles de vellut, peu d'egua, peu d'euga, pota de burro, pota de mula, pota de potro, potes d'ase, potes de cavall, potes de mula i ungla de burro. També s'han recollit les variants lingüístiques farfara, filla abans del pare, fills-abans-que-pare i tussilag.
El nom "fill abans que el pare" i les variants similars tenen el seu origen en el fet que primer en surten les flors directament del rizoma i sols quan es marceixen creixen les fulles.

## Descripció
És una planta herbàcia, perenne ivivaç, un geòfit amb rizoma i tiges florals erectes amb esquames que creix en terrenys argilosos humits. Les fulles són basals, surten totes dels rizomes, arrodonides i cordiformes amb un llarg pecíol, d'entre 10 i 30 cm, i força grans, entre 8 i 20 cm d'amplada i entre 10 i 30 cm de llargària. Les flors són grogues, es tanquen durant la nit i s'agrupen en inflorescències en capítols solitaris i terminals, d'entre 15 i 30 mm de diàmetre, que apareixen abans que les fulles i poden contenir fins a 300 flors. L'involucre té una filera de bràctees. Les flors exteriors són ligulades, amb tres lòbuls a l'àpex de la lígula i funcionalment femenines, són molt més nombroses que les interiors. Els flòsculs, les flors interiors, són tubulars amb cinc lòbuls i són funcionalment masculines. El fruit és un aqueni, d'entre 5 i 10 mm de llargària, amb papus. La pol·linització és entomòfila.
A banda de la reproducció sexual, es reprodueix de manera molt eficient asexualment formant colònies clonals que van ocupant el terreny.

## Taxonomia
El gènere Tussilago i l'espècie Tussilago farfara van ser publicats per primer cop l'any 1753 al segon volum de l'obra Species Plantarum del botànic suec Carl von Linné (1707-1778). El gènere va se publicar amb sis espècies però les altres cinc han acabat dins d'altres gèneres, esdevenint monotípic.

### Etimologia
Tussilago procedeix del llatí tussis amb el significat de tos, mentre que farfaria era el nom de la planta en llatí.

### Sinònims
El següent nom científic és sinònim heterotípic de Tussilago:
- Farfara Gilib.

Els següents noms científics són sinònims de Tussilago farfara:
- Sinònims homotípics

- Cineraria farfara (L.) Bernh.

- Sinònims heterotípics

- Farfara radiata Gilib.
- Petasites farfara Baill.
- Tussilago alpestris Hegetschw.
- Tussilago farfara var. spinulifolia Elias ex Sennen
- Tussilago generalis E.H.L.Krause
- Tussilago radiata Gilib.
- Tussilago ruderalis Salisb.
- Tussilago rupestris Wall.
- Tussilago umbertina Borbás
- Tussilago vulgaris Lam.

## Usos
Aquesta planta ha estat utilitzada a la medicina tradicional europea i asiàtica durant més de 2.500 anys com a antitussigen i expectorant, en decocció per tal de llevar-ne els alcaloides pirrolizidínics que conté i que són tòxics pel fetge. A Europa s'havien utilitzat les fulles mentre que a la Xina es feien servir les llavors, que contenent més alcaloides tòxics.
En gastronomia s'ha recollit la utilització de les flors en amanides, en sopes i en ragoûts, tradicionalment s'havien utilitzat per aromatitzar el vi, les lígules de les flors com a aromatitzant del te a Anglaterra i les fulles per a embolcallar el sarma a Romania.